# L'Homme aux cent visages
« Il mattatore » redirige ici. Pour les autres significations, voir Il Mattatore (émission de télévision).
Pour plus de détails, voir Fiche technique et Distribution.
L'Homme aux cent visages (titre original : Il mattatore) est une comédie italienne de Dino Risi sortie pour la première fois en Italie le 10 février 1960.

## Synopsis
Gerardo est marié et vit bourgeoisement. Un homme sonne à la porte de l'appartement pour tenter une escroquerie, mais Gerardo connait les ficelles du métier. Après l'avoir démasqué, il raconte son parcours à l'inconnu : comment d'acteur il devint un escroc fameux, montant des coups de plus en plus audacieux.

## Fiche technique
- Titre : L'Homme aux cent visages
- Titre original : Il mattatore
- Réalisateur : Dino Risi
- Scénario et dialogues : Age et Scarpelli, Ettore Scola, Ruggero Maccari, Sandro Continenza
- Photo : Massimo Dallamano
- Montage : Eraldo Da Roma
- Son : Mario Amari
- Musique : Pippo Barzizza
- Décors : Giorgio Giovannini
- Costume : Marisa D'Andrea et Romolo Martino
- Producteur : Gianni Cecchin
- Distribution : Starlight[1] - Major Productions[2]
- Format : Noir et blanc 2,35:1 TotalScope, 35 mm
- Langue : Italien
- Noir et blanc
- Année : 1960
- Durée : 95 min

## Distribution
- Vittorio Gassman : Gerardo Latini
- Anna Maria Ferrero : Annalisa Rauseo
- Peppino De Filippo : Gennarino De Rosa dit "Chinotto"
- Dorian Gray : Elena
- Mario Carotenuto : Lallo Cortina
- Alberto Bonucci : "Gloria Patri", le faux prêtre
- Luigi Pavese : Adolfo Rebuschini, l'industriel
- Fosco Giachetti : le général Benito Mesci
- Mario Scaccia : Di Rosso, le bijoutier
- Nando Bruno : le propriétaire du grand restaurant
- Salvatore Cafiero (it) : le serveur au restaurant
- Linda Sini : Laura De Rosa, l'épouse de "Chinotto"
- Aldo Bufi Landi : l'escroc avec le chandelier
- Fanfulla : Annibale
- Armando Bandini (en) : le comptable
- Mimmo Poli (it) : le cuisinier
- Mario Frera (it) : Pizzolato
- Piera Arico (it)
- Enrico Glori